# Sindromul mâinii străine
Sindromul mâinii străine (AHS/SMS) sau sindromul Dr. Strangelove este o tulburare neurologică în care o persoană experimentează mișcarea unui membru (cel mai frecvent mâna) fără un control conștient. Persoana afectată poate ajunge să manipuleze obiecte involuntar și poate avea nevoie să-și imobilizeze mâna „străină” cu mâna controlabilă pentru a-i împiedica acțiunile.
Sindromul mâinii străine apare frecvent în urma procedurilor care implică separarea emisferelor cerebrale (corpul calos), utilizate uneori pentru a trata cazuri severe de epilepsie. De asemenea, poate apărea după intervenții chirurgicale, accidente vasculare cerebrale, infecții, tumori, anevrisme, migrene și în anumite afecțiuni degenerative ale creierului, precum boala Alzheimer, degenerarea corticobazală și boala Creutzfeldt-Jakob. Alte zone ale creierului implicate în această tulburare includ lobii frontal, occipital și parietal.

## Semne și simptome
Comportamentul „străin” se deosebește de mișcările reflexe prin faptul că este direcționat și orientat spre un scop, chiar dacă este neintenționat. Persoanele afectate pot să nu observe activitatea mâinii „străine” până când nu devine evidentă sau periculoasă. Există un contrast clar între cele două mâini, mâna afectată fiind percepută ca „rebelă” și neascultătoare, în timp ce cealaltă rămâne sub controlul voluntar.
La pacienții cu leziuni ale corpului calos, mâinile pot acționa în opoziție. Neurologul francez François Lhermitte a descris o formă asociată a sindromului, numită comportament compulsiv de utilizare, în care pacientul interacționează automat cu obiecte din jur (de exemplu, apucarea unui pieptene aflat pe o masă și folosirea lui, fără intenție). Aceasta este asociată cu leziuni bilaterale extinse ale lobului frontal și poate fi considerată o formă bilaterală a sindromului mâinii străine.
Unii pacienți personifică mâna afectată și îi dau nume, adesea cu o conotație negativă, precum „monstrul”. Cercetările sugerează că trăsăturile de personalitate pot influența tendința de personificare a mâinii afectate.
Sindromul mâinii străine are două variante principale:
1. Varianta calosală, în care mâna nedominantă efectuează acte avansate involuntare și poate acționa în conflict cu mâna dominantă. Leziunile localizate în corpul calos sunt frecvent asociate acestei variante.
2. Varianta frontală, care afectează mâna dominantă și este asociată cu reflexe de apucare și prindere impulsivă, manifestându-se prin dificultăți de eliberare a obiectelor.

Neuroimagistica a arătat că cele mai frecvente leziuni asociate cu sindromul mâinii străine sunt în cortexul frontal medial și în corpul calos, zone implicate în planificarea motorie. Leziunile în aceste zone apar de obicei în urma unui infarct, adesea cauzat de lipsa de sânge oxigenat în teritoriul furnizat de artera cerebrală anterioară.
Varianta calosală a sindromului mâinii străine include acte motorii avansate, dar involuntare, efectuate de mâna nedominantă. Pacienții pot manifesta un „conflict intermanual”, în care o mână acționează în opoziție cu cealaltă. De exemplu, un pacient a fost observat punând o țigară în gură cu mâna sa dominantă, iar mâna nedominantă a intervenit pentru a-i scoate țigara din gură înainte de a putea fi aprinsă. Aceasta a dus pacientul să concluzioneze că „el nu vrea să fumez acea țigară”. În alt exemplu, un pacient și-a desfăcut bluza cu mâna nedominantă în timp ce mâna sa dominantă era implicată în altă activitate. Varianta frontală, pe de altă parte, afectează cel mai adesea mâna dominantă, dar poate influența orice mână, în funcție de localizarea leziunii în cortexul frontal medial. Aceasta include reflexul de prindere, căutarea impulsivă a obiectelor și dificultăți în a elibera controlul (prinderea tonică).
Semnele clasice ale sindromului mâinii străine rezultă din leziuni ale cortexului frontal medial, adesea însoțite de leziuni ale corpului calos. Cauza principală a leziunilor în aceste cazuri este, de obicei, un infarct unilateral sau bilateral al cortexului, afectând teritoriul furnizat de artera cerebrală anterioară sau de arterele asociate. Sângele oxigenat este transportat de artera cerebrală anterioară către porțiunile mediale ale lobilor frontali și cele două treimi anterioare ale corpului calos, iar infarctul poate provoca daune în locații adiacente în creier. În cazurile variantei frontale, pot apărea semne de formă calosală, dar cazurile de leziuni restricționate la corpul calos nu prezintă, în general, semne ale variantei frontale.

## Cauza
Cauza comună a sindromului mâinii străine este izolarea cortexului motor primar, responsabil pentru mișcarea mâinii, de influențele cortexului premotor. Acest lucru se întâmplă deși cortexul motor primar rămâne intact în ceea ce privește capacitatea sa de a executa mișcări.
Un studiu FMRI⁠(d) din 2009 a demonstrat că, în mișcarea voluntară normală, activitatea corticală are un gradient temporal anterior-posterior, începând de la zona motorie suplimentară, prin cortexurile premotor și motor, până la cortexul parietal posterior. Această activare ordonată permite un sentiment de agenție asociat mișcărilor autoproduse. Atunci când există o disfuncție în acest mecanism, pacientul poate să nu poată distinge între mișcările autoproduse și cele externe. Astfel, o mișcare autoprodusă poate fi interpretată greșit ca fiind impusă de o forță externă, ducând la pierderea simțului agenției.
Un alt studiu fMRI din 2007 a arătat că în cazul mișcărilor străine, cortexul motor primar din emisfera afectată este activat anormal, în timp ce mișcările „voliționale” implică activarea normală a cortexului motor primar în concert cu cortexul premotor și cortexul parietal posterior. Aceasta sugerează că comportamentele străine, care nu sunt însoțite de un sentiment de agenție, rezultă din activitatea autonomă a cortexului motor primar, acționând independent de influențele cortexului premotor care de obicei contribuie la senzația de control asupra mișcării.
Combinând cele două studii fMRI, se poate emite ipoteza că comportamentul străin, care nu este însoțit de un sentiment de agenție, apare datorită activității autonome în cortexul motor primar, care acționează independent de influențele de preactivare ale cortexului premotor, ce sunt de obicei asociate cu apariția unui sentiment de agenție legat de executarea acțiunii.
Așa cum s-a menționat anterior, aceste idei pot fi legate de conceptul de copia de eferență și reaferență. Copia de eferență este un semnal presupus a fi direcționat de la cortexul premotor către cortexul somatosenzorial din regiunea parietală, înainte de sosirea „inputului reaferențial” generat de membrul aflat în mișcare. Acesta din urmă reprezintă revenirea aferentă de la membrul aflat în mișcare, asociată cu mișcarea autoprodusă. Se consideră că o mișcare este recunoscută ca fiind generată intern atunci când semnalul de copie de eferență anulează eficient revenirea aferentă. Revenirea aferentă de la membru este corelată cu semnalul de copie de eferență, ceea ce permite diferențierea între „reaferență” (revenirea aferentă de la mișcarea autoprodusă) și „exaferență” (revenirea aferentă de la o mișcare generată extern). Atunci când copia de eferență nu mai este generată în mod normal, revenirea aferentă de la membru asociată cu mișcarea autoprodusă este percepută greșit ca „exaferență” produsă extern, deoarece nu mai este corelată cu copia de eferență. Această situație poate indica un eșec în generarea semnalului de copie de eferență asociat cu procesul premotor normal prin care mișcarea este pregătită pentru execuție.
În absența unei tulburări a senzației de posesie asupra membrului și fără o explicație fizică aparentă pentru modul în care membrul se mișcă intenționat fără o senzație de agenție, se dezvoltă o disonanță cognitivă. Aceasta poate fi rezolvată prin presupunerea că mișcarea membrului, orientată către un scop, este controlată de o forță externă „străină”, neidentificabilă, care poate dirija acțiunile membrei către un scop.

### Deconectare
Sindromul mâinii străine este teoretizat a apărea în urma unei deconectări între diferite regiuni ale creierului implicate în aspecte variate ale controlului mișcării corporale. Astfel, diferite regiuni ale creierului pot comanda mișcările corporale, dar nu generează o senzație conștientă de control asupra acestor mișcări. Prin urmare, senzația de agenție, în mod normal asociată cu mișcarea voluntară, este afectată sau pierdută. Există o disociere între procesul asociat cu execuția efectivă a mișcărilor fizice ale membrului și procesul care produce senzația internă de control voluntar asupra acestora, acest din urmă proces generând senzația conștientă că mișcările sunt inițiate, controlate și produse de un sine activ.
Studiile recente au examinat corelatele neuronale ale apariției senzației de agenție în circumstanțe normale. Aceasta pare să implice o congruență constantă între ceea ce este produs prin fluxul eferent către musculatura corpului și ceea ce este perceput ca fiind produsul asociat cu acest semnal de comandă eferent. În sindromul mâinii străine, mecanismele neuronale implicate în stabilirea acestei congruențe pot fi afectate. Se consideră că o anomalie în mecanismul cerebral care diferențiază între „reaferență” (întoarcerea senzației kinestezice de la mișcarea „activă” a membrului autoprodus) și „exaferență” (senzație kinestezică generată de o mișcare pasivă a membrului, produsă extern) poate contribui la această problemă. Acest mecanism presupune generarea unui semnal paralel de „copia de eferență”, trimis direct la regiunile senzoriale somatice și transformat într-o „descărcare corolară”. Corelarea semnalului de descărcare corolară cu semnalul aferent real poate fi utilizată pentru a determina dacă acțiunea intenționată a avut loc conform așteptărilor. Dacă rezultatul perceput al acțiunii este congruent cu rezultatul prevăzut, atunci acțiunea poate fi etichetată ca autoprodusă și asociată cu o senzație emergentă de agenție.
Dacă, totuși, mecanismele neuronale implicate în stabilirea acestei legături senzomotorii asociate cu acțiunea autoprodusă sunt defectuoase, senzația de agenție legată de acțiune nu se va dezvolta conform așteptărilor.

### Pierderea inhibițiilor
O teorie propusă pentru a explica aceste fenomene sugerează că în creier există sisteme neuronale „premotorii” sau de „agenție” separate, responsabile de gestionarea procesului de transformare a intențiilor în acțiuni vizibile. Un sistem premotor anteromedial frontal este implicat în direcționarea acțiunilor exploratorii bazate pe un impuls „intern” prin eliberarea sau reducerea controlului inhibitor asupra acestor acțiuni.
Un articol din 2011, care raporta înregistrări ale unităților neuronale în cortexul frontal medial la subiecți umani, a arătat o preactivare clară a neuronilor identificați în această zonă cu până la câteva sute de milisecunde înainte de debutul unei mișcări vizibile autoproduse a degetelor. Autorii au dezvoltat un model computațional în care voința apare odată ce o schimbare a ratei de activare neuronală interne în această parte a creierului depășește un prag. Deteriorarea acestui sistem premotor anteromedial duce la dezinhibiție și eliberare a acțiunilor exploratorii și de achiziție a obiectelor, care apoi apar autonom.
Un sistem premotor posterolateral temporo-parieto-occipital are un control inhibitor similar asupra acțiunilor care se retrag de la stimulii din mediu, precum și capacitatea de a excita acțiuni declanșate de stimularea externă, distincte de impulsul intern. Aceste două sisteme intraemisferice, fiecare activând un „tropism” cortical opus, interacționează prin inhibiție reciprocă, menținând un echilibru dinamic între apropierea de (cu „intenția de a captura”, căutând contactul și prinderea obiectului urmărit) și retragerea de la (cu „intenția de a evita”, căutând distanțarea de obiectul urmărit) stimulii din mediu în comportamentul membrelor contralaterale. Împreună, aceste două sisteme de agenție intraemisferice formează un sistem integrat trans-emisferic.
Când sistemul frontal anteromedial de „evitare” este deteriorat, în membrul contralateral sunt eliberate mișcări involuntare, dar intenționate, de natură exploratorie (de întindere și prindere) – ceea ce Denny-Brown a numit un tropism cortical pozitiv. Acesta este numit „tropism cortical pozitiv” deoarece stimulii senzoriali, cum ar fi contactul tactil pe partea palmară a degetelor și a mâinii, sunt legați de activarea unei mișcări care amplifică stimularea generată printr-o conexiune de feedback pozitiv.
Când sistemul parieto-occipital posterolateral de „apropiere” este deteriorat, în membrul contralateral sunt eliberate mișcări involuntare și intenționate de tip eliberare-retragere, cum ar fi levitația și evitarea instinctivă – ceea ce Denny-Brown a numit un tropism cortical negativ. Acesta este numit „tropism cortical negativ” deoarece stimulii senzoriali, cum ar fi contactul tactil pe partea palmară a degetelor și a mâinii, sunt legați de activarea unei mișcări care reduce sau elimină stimularea generată printr-o conexiune de feedback negativ.
Fiecare sistem de agenție intraemisferic are capacitatea de a acționa autonom în controlul membrului contralateral, deși controlul integrativ unitar al celor două mâini este menținut prin comunicarea interemisferică între aceste sisteme. Aceasta se realizează prin proiecțiile care traversează corpul calos la nivel cortical și alte comisuri interemisferice care leagă cele două emisfere la nivel subcortical.

### Deconectarea emisferelor din cauza unei leziuni
Una dintre diferențele majore între cele două emisfere este conexiunea directă între sistemul de agenție al emisferei dominante și sistemul de codificare, care este bazat în principal în emisfera dominantă. Această conexiune leagă acțiunea de producerea acesteia și de interpretarea ei prin limbaj și gândire bazată pe limbaj. Se propune că, deși comportamentul relațional sub forma unui comportament intersubiectiv întrupat precede capacitatea lingvistică în timpul dezvoltării infantile, pe parcursul dezvoltării apare un proces prin care construcțiile lingvistice sunt legate de elementele de acțiune pentru a produce o codificare bazată pe limbaj a cunoștințelor orientate spre acțiune.
Când apare o deconectare majoră între cele două emisfere, ca urmare a unei leziuni a corpului calos, agentul dominant, legat de limbaj, își pierde controlul direct și legat asupra agentului „separat” din emisfera nedominantă și asupra membrului nedominant. Acest membru, care anterior răspundea și era „ascultător” față de agentul conștient dominant, poate acum să execute acțiuni intenționate fără influența agentului conștient dominant. Astfel, presupunerea că ambele mâini sunt controlate de agentul dominant se dovedește a fi greșită. Senzația de agenție care ar trebui să apară din mișcarea membrului nedominant nu mai este accesibilă conștiinței. Este necesară o nouă narațiune explicativă pentru a înțelege cum agentul inaccesibil, bazat în emisfera nedominantă, poate activa membrul nedominant.
În astfel de circumstanțe, cei doi agenți separați pot controla acțiuni simultane ale celor două membre care sunt orientate spre scopuri opuse. Mâna dominantă rămâne legată de agentul dominant, accesibil conștient, legat de limbaj, și este considerată a fi sub „control conștient”, supusă voinței și intenției conștiente, accesibile prin gândire. În schimb, mâna nedominantă, dirijată de un agent esențial non-verbal, are o intenție care poate fi doar inferată de agentul dominant după fapt. Această mâna nu mai este „legată” de agentul dominant și este astfel identificată de agentul conștient bazat pe limbaj ca având o agenție separată și incontrolabilă, fiind asociată cu o existență străină. Această teorie ar explica apariția comportamentului străin în membrul nedominant și conflictul intermanual între cele două membre în prezența unei leziuni a corpului calos.
Varianta străină distinctă anteromedială, frontală și temporo-parieto-occipitală a sindromului mâinii străine ar fi explicată prin leziuni selective ale componentelor frontale sau posterioare ale sistemelor de agenție dintr-o anumită emisferă, cu formele relevante și specifice de comportament străin dezvoltându-se în membrul contralateral emisferei deteriorate.

## Diagnostic

### Corpul calos
Deteriorarea corpului calos poate da naștere unor acțiuni „intenționate” în mâna nedominantă a unei persoane. De exemplu, o persoană cu dominanță în emisfera stângă va experimenta transformarea mâinii stângi într-o mână străină, iar pentru o persoană cu dominanță în emisfera dreaptă, mâna dreaptă va deveni străină.
În cazul „variantei calosale”, mâna pacientului contracarează acțiunile voluntare efectuate de cealaltă mână „bună”. Două fenomene frecvent întâlnite la pacienții cu mâna străină calosală sunt dispraxia agonistică și dispraxia diagonistică.
Dispraxia agonistică implică execuția automată și compulsivă a comenzilor motorii de către o mână atunci când pacientul este rugat să facă mișcări cu cealaltă mână. De exemplu, când un pacient cu deteriorare calosală a fost instruit să tragă un scaun înainte, mâna afectată ar fi împins decisiv și impulsiv scaunul înapoi. Dispraxia agonistică poate fi privită astfel ca o interacțiune competitivă involuntară între cele două mâini, orientată spre finalizarea unui act intenționat, în care mâna afectată concurează cu mâna neafectată pentru a finaliza actul intenționat care trebuia inițial să fie realizat de mâna neafectată.
Dispraxia diagonistică implică un conflict între actul dorit, în care mâna neafectată a fost angajată, și acțiunea interferentă a mâinii afectate, care contracarează scopul actului dorit intenționat de mâna neafectată. De exemplu, în cazul pacienților lui Akelaitis care au suferit o intervenție chirurgicală la nivelul corpului calos pentru a reduce convulsiile epileptice, mâna străină stângă a unui pacient interfera frecvent cu mâna dreaptă. Astfel, în timp ce pacientul încerca să întoarcă pagina cu mâna dreaptă, mâna stângă încerca să închidă cartea.
Într-un alt caz de sindrom al mâinii străine calosale, pacientul nu prezenta un conflict intermanual între mâini, ci un simptom caracterizat prin mișcări involuntare oglindite ale mâinii afectate. Când pacientului i se cerea să facă mișcări cu o mână, cealaltă mână executa involuntar o mișcare în oglindă, care continua chiar și atunci când i se atrăgea atenția asupra mișcării involuntare. Acest pacient suferise o ruptură de anevrism în apropierea arterei cerebrale anterioare, ceea ce a dus la oglindirea mâinii drepte de către mâna stângă. Pacientul descria mâna stângă ca interferând frecvent și preluând controlul asupra a tot ceea ce încerca să facă cu mâna dreaptă. De exemplu, atunci când încerca să apuce un pahar cu apă cu mâna dreaptă, mâna stângă întindea involuntar mâna și prindea paharul din partea stângă.
Mai recent, Geschwind și colegii săi au descris cazul unei femei cu boală coronariană severă. La o săptămână după o operație de bypass coronarian, aceasta a observat că mâna stângă a început „să trăiască o viață proprie”. Aceasta desfăcea nasturii de la halat, încerca să o sugrume în timpul somnului și lupta automat cu mâna dreaptă pentru a răspunde la telefon. A fost nevoită să-și restricționeze fizic mâna afectată cu mâna dreaptă pentru a preveni rănirea, un comportament numit „autorestricție”. Mâna stângă a prezentat, de asemenea, semne de apraxie ideomotorie severă, putând mima acțiuni doar cu ajutorul mișcărilor în oglindă executate de mâna dreaptă. Folosind imagistica prin rezonanță magnetică (IRM), Geschwind și colegii săi au identificat leziuni în jumătatea posterioară a corpului calos, partea anterioară și spleniul rămânând neafectate, cu extensii ușoare în substanța albă de sub girusul cingular drept.
Park și alții au descris, de asemenea, două cazuri de infarct care au dus la simptomele mâinii străine. Ambele persoane au suferit infarct la nivelul arterei cerebrale anterioare (ACA). Un bărbat de 72 de ani întâmpina dificultăți în controlul mâinilor, care se mișcau involuntar, în ciuda eforturilor de a le stabiliza. De asemenea, nu reușea să elibereze obiectele după ce le apuca cu palma. O femeie de 47 de ani, cu infarct într-o altă zonă a ACA, s-a plâns că mâna stângă se mișca singură și nu putea controla aceste mișcări, simțind când mâna dreaptă ținea un obiect și, involuntar, i-l smulgea din mână.

### Lobul frontal
O leziune unilaterală a lobilor frontali, în special pe fața medială, poate declanșa mișcări de atingere, apucare și alte mișcări intenționate în mâna contralaterală. În cazul leziunilor anteromediale în lobul frontal, aceste mișcări sunt adesea exploratorii și implică frecvent apucarea și utilizarea obiectelor externe într-un mod funcțional, fără ca pacientul să aibă percepția că „controlează” aceste mișcări. Odată ce un obiect este apucat și menținut de această „variantă frontală” a mâinii străine, pacientul întâmpină adesea dificultăți în eliberarea obiectului și poate fi văzut încercând să desprindă degetele de pe obiectul apucat, folosind mâna neafectată pentru a facilita eliberarea, un comportament cunoscut și sub numele de „reflex de apucare tonic” sau „reacția de apucare instinctivă”). Unii cercetători, precum neurologul Derek Denny-Brown, au numit acest comportament „apraxie magnetică”.
Goldberg și Bloom au descris cazul unei femei cu un infarct cerebral major pe suprafața medială a lobului frontal stâng, în teritoriul arterei cerebrale anterioare stângi, care a prezentat varianta frontală a sindromului mâinii străine, implicând mâna dreaptă. Nu existau semne de deconectare calosală și nici dovezi de deteriorare a corpului calos. Pacienta manifesta frecvent reflexe de apucare; mâna dreaptă se întindea și apuca obiecte fără a le elibera. Cu cât încerca mai mult să lase obiectul, cu atât prinderea acestuia devenea mai strânsă. Cu un efort concentrat, pacienta putea elibera obiectul, dar dacă era distrasă, comportamentul se relua. De asemenea, pacienta putea să elibereze forțat obiectul apucat, desprinzând degetele de pe obiect cu mâna stângă intactă. În plus, mâna îi zgâria piciorul, necesitând un dispozitiv ortopedic pentru a preveni rănirea. Un alt pacient nu doar că manifesta apucarea tonică a obiectelor din apropiere, ci și mâna străină îi apuca penisul și se angaja într-un act de masturbare publică.

### Lobii parietali și occipitali
O formă distinctă de „variantă posterioară” a sindromului mâinii străine este asociată cu leziuni în lobul parietal posterolateral și/sau lobul occipital al creierului. Mișcările în acest caz tind mai degrabă să retragă suprafața palmară a mâinii de la contactul susținut cu mediul înconjurător decât să ajungă la obiecte pentru a produce stimulare tactilă palmară, așa cum se observă cel mai frecvent în forma frontală a afecțiunii. În varianta frontală, contactul tactil pe suprafața ventrală a palmei și degetelor facilitează flexiunea degetelor și apucarea obiectului printr-un mecanism de feedback pozitiv (adică stimulul generează mișcare care întărește, susține și amplifică stimularea inițială).
În schimb, în varianta posterioară, contactul tactil pe suprafața ventrală a palmei și degetelor este activ evitat prin extinderea degetelor și retragerea palmei, printr-un mecanism de feedback negativ (adică stimulul și anticiparea contactului palmar generează mișcări care reduc și contracarează stimulul inițial, sau, în cazul anticipării contactului palmar, scad probabilitatea de a atinge acea suprafață). Mișcările străine în varianta posterioară a sindromului tind, de asemenea, să fie mai puțin coordonate și să prezinte o mișcare ataxică grosieră în timpul mișcării active, ceea ce nu se observă, în general, în forma frontală a afecțiunii. Se crede că această instabilitate este cauzată de o formă optică de ataxie, deoarece este facilitată de prezența vizuală a unui obiect asupra căruia se concentrează atenția vizuală. Instabilitatea aparentă ar putea rezulta dintr-o interacțiune instabilă între tendința de evitare tactilă, care duce la retragerea de la obiect, și tendința de apropiere determinată vizual.
Mâna străină în varianta posterioară a sindromului poate fi observată „levitând” în aer, retrăgându-se de la suprafețele de contact prin activarea musculaturii antigravitaționale. Mișcarea mâinii străine în varianta posterioară poate prezenta o postură tipică, numită uneori „mână parietală” sau „reacție de evitare instinctivă” (un termen introdus de neurologul Derek Denny-Brown ca formă inversă a „apraxiei magnetice” observate în varianta frontală), în care degetele sunt întinse puternic, cu extensie activă a articulațiilor interfalangiene și hiperextensia articulațiilor metacarpofalangiene, iar suprafața palmară a mâinii se retrage activ de la obiectele care se apropie sau se ridică de la suprafețele de sprijin. Mișcările „străine”, totuși, rămân direcționate și orientate spre scop, ceea ce diferențiază clar aceste mișcări de alte forme dezorganizate și nespecifice de mișcare involuntară a membrelor (de exemplu, atetoză, coree, sau mioclonie).

### Similarități între variantele frontală și posterioară
În ambele variante ale sindromului mâinii străine, reacția pacientului la capacitatea aparentă a mâinii de a efectua acțiuni direcționate independent de voința conștientă este similară. În ambele variante, mâna străină apare în mâna opusă emisferei afectate.

## Tratament
În prezent, nu există un remediu pentru sindromul mâinii străine. Totuși, simptomele pot fi reduse și gestionate într-o oarecare măsură prin menținerea mâinii străine ocupate și implicate într-o activitate, de exemplu, dându-i un obiect de ținut. Anumite sarcini învățate pot restabili controlul voluntar al mâinii într-o măsură semnificativă. Un pacient cu forma „frontală” a sindromului mâinii străine care întindea mâna pentru a apuca diverse obiecte (de exemplu, mânerele ușilor) în timp ce mergea a primit un baston de ținut în mâna străină, chiar dacă nu avea nevoie de un baston în scopuri obișnuite. Cu bastonul bine prins de mâna străină, aceasta nu renunța, în general, la baston pentru a apuca un alt obiect. Alte tehnici eficiente includ: blocarea mâinii între picioare, lovirea acesteia, aplicarea de apă caldă și contactul vizual sau tactil. De asemenea, Wu și alții au descoperit că un semnal sonor iritant activat prin biofeedback a redus timpul în care mâna străină ținea un obiect.
În prezența unei leziuni unilaterale la o singură emisferă cerebrală, există, în general, o reducere treptată a frecvenței comportamentelor străine observate în timp și o restabilire graduală a controlului voluntar asupra mâinii afectate. De fapt, atunci când sindromul mâinii străine (SMS) provine dintr-o leziune focală de debut acut, recuperarea apare de obicei în decurs de un an. O teorie este că neuroplasticitatea din sistemele cerebrale biemisferice și subcorticale implicate în producerea mișcărilor voluntare poate contribui la restabilirea conexiunii între procesul de execuție a mișcării și procesul intern de autoproducere și percepție. Cum exact se produce acest fenomen nu este pe deplin înțeles, dar există rapoarte de recuperare treptată din SMS atunci când leziunea este limitată la o singură emisferă cerebrală. În unele cazuri, pacienții pot apela la restrângerea acțiunilor nedorite, necontrolate și uneori jenante ale mâinii afectate, prin apucarea voluntară a antebrațului mâinii afectate cu mâna intactă. Acest comportament a fost numit „autorestricție” sau „autoapucare”.
O altă abordare implică antrenarea pacientului să efectueze o sarcină specifică, cum ar fi mișcarea mâinii străine pentru a atinge un obiect anume sau un punct de interes din mediul înconjurător. Această mișcare poate fi învățată să fie generată voluntar prin antrenament concentrat, cu scopul de a anula comportamentul străin. Este posibil ca o parte din acest antrenament să conducă la o reorganizare a sistemelor premotorii din emisfera afectată sau, alternativ, la extinderea controlului ipsilateral al membrului de către emisfera intactă.
O altă metodă presupune simultan „înăbușirea” acțiunii mâinii străine și limitarea feedback-ului senzorial primit de la contactul cu mediul prin plasarea acesteia într-o „mănușă” restrictivă, cum ar fi o orteză moale din spumă pentru mână sau, alternativ, o mănușă de cuptor obișnuită. Alți pacienți au raportat utilizarea unui dispozitiv ortopedic pentru a limita apucarea perseverentă sau imobilizarea mâinii străine prin prinderea acesteia de bara patului. Desigur, aceasta poate limita gradul de implicare a mâinii în îndeplinirea obiectivelor funcționale ale pacientului și poate fi considerată o restricție nejustificată.
Teoretic, această abordare ar putea încetini procesul prin care controlul voluntar asupra mâinii este restabilit, dacă neuroplasticitatea care stă la baza recuperării implică exercitarea recurentă a voinței pentru a controla acțiunile mâinii într-un context funcțional și consolidarea experiențială asociată prin suprimarea intenționată a comportamentului străin.

## Istorie
Primul caz cunoscut descris în literatura medicală a apărut într-un raport detaliat de caz publicat în germană în 1908 de neuro-psihiatrul german proeminent Kurt Goldstein⁠(d). În această lucrare, Goldstein a descris o femeie dreptace care suferise un accident vascular cerebral pe partea stângă, de la care s-a recuperat parțial până la momentul examinării. Cu toate acestea, brațul stâng părea să aparțină unei alte persoane și efectua acțiuni care păreau să apară independent de voința ei.
Pacienta se plângea de un sentiment de „străinătate” față de mișcările direcționate ale mâinii stângi și insista că „altcineva” mișca mâna stângă, și nu ea însăși. Când mâna stângă apuca un obiect, nu putea să-l elibereze voluntar. Senzitivitatea tactilă și propriocepția pe partea stângă erau afectate. Mâna stângă efectua mișcări spontane, cum ar fi ștergerea feței sau frecarea ochilor, însă acestea erau relativ rare. Cu efort considerabil, putea să își miște brațul stâng la comandă verbală, dar mișcările conștiente erau mai lente sau mai puțin precise decât mișcările involuntare similare.
Goldstein a dezvoltat o „doctrină a apraxiei motorii” în care discuta generarea acțiunii voluntare și propunea o structură cerebrală pentru cogniția temporală și spațială, voință și alte procese cognitive superioare. Goldstein susținea că o structură care organizează conceptual atât corpul, cât și spațiul extern este necesară pentru percepția obiectelor, precum și pentru acțiunea voluntară asupra acestora.
În lucrările sale clasice care revizuiesc o varietate largă de sindroame de deconectare asociate cu patologia cerebrală focală, Norman Geschwind a comentat că Kurt Goldstein „a fost, probabil, primul care a subliniat non-unitatea personalității la pacienții cu secționare a corpului calos și posibilele sale efecte psihiatrice”.

## În cultura populară
- În filmul lui Stanley Kubrick din 1964, Dr. Strangelove, personajul omonim, interpretat de Peter Sellers, pare să aibă sindromul mâinii străine, deoarece nu se poate opri din a face salutul nazist. „Sindromul Dr. Strangelove” a fost sugerat ca denumire oficială pentru SMS. Acest nume nu a fost aprobat, deși este uneori folosit ca o denumire alternativă.[49][50]
- În episodul „Both Sides Now” din serialul medical House, un pacient suferă de sindromul mâinii străine.[51]
- Un episod din Dark Matters: Twisted But True⁠(d) – un serial documentar de pe Discovery Science – descrie sindromul mâinii străine și îi urmărește istoria.[52][53]
- Filmul indian de comedie neagră în limba tamilă Peechankai⁠(d) din 2017 este despre o persoană cu SMS.[54]
- În sezonul 2 al serialului TV Scream Queens, personajul Dr. Brock Holt pare să aibă sindromul mâinii străine.
- În telenovela braziliană A Dona do Pedaço⁠(d) (2019), personajul Eusébio, interpretat de Marco Nanini⁠(d), începe să sufere de un „fenomen supranatural” similar cu SMS.[55]